# Liste der Territorien der Herrschaft Hanau und der Grafschaft Hanau-Münzenberg
Das Territorium der Herrschaft Hanau und der Grafschaft Hanau-Münzenberg wurde von den Herren von Hanau ab dem 13. Jahrhundert formiert und durch zwei Erbschaften aus den Familien Hagen-Münzenberg (1255) und Rieneck (1290) erheblich erweitert. 1429 wurde die Herrschaft zur Grafschaft erhoben, aber schon 1458 kam es zu einer Landesteilung, bei der das Gebiet der Grafschaft südlich des Mains, die Herrschaft Babenhausen, abgespalten wurde. Hieraus entwickelte sich die Grafschaft Hanau-Lichtenberg. Das verbleibende – viel größere – Territorium der Grafschaft Hanau trug seitdem die Bezeichnung Grafschaft Hanau-Münzenberg.

## Gericht Altengronau
- Amt Schwarzenfels: s. u.
- Altengronau (als Lehen an Hutten)
- Breunings
- Dittenbrunn (heute: Dittenbrunnhof)
- Emmersbach (Wüstung)
- Gerrod (Wüstung)
- Kunhecken (Wüstung)
- Luderbreiden (Wüstung)
- Mottgers
- Rohrbach (Wüstung) - nicht hanauisch, zu Hutten
- Rotelsau (Wüstung)
- Willingshof

## Amt Altenhaßlau
- Altenhaßlau
- Armansgesäß(Wüstung)
- Eidengesäß
- Geislitz
- Großenhausen
- Hof Eich
- Lützelhausen
- Ziegelhaus (Zugehörigkeit strittig zwischen Hanau und Gelnhausen)

## Herrschaft Babenhausen

### Orte, die vorübergehend hanauisch waren
- Hainhausen (1371–1393 Pfand von Eppstein)
- Jügesheim (1371–1393 Pfand von Eppstein)
- Nieder-Roden (1371–1393 Pfand von Eppstein)
- Rembrücken (1371–1393 Pfand von Eppstein)
- Weiskirchen (1371–1393 Pfand von Eppstein)

### Orte mit Hanauer Berechtigungen
- Astheim (mit Kurmainz gemeinsame Obmannschaft)
- Dietzenbach (Fron, Bede und Steuer)
- Eppertshausen
- Jügesheim (Zehnt)
- Nieder-Roden (Kirchenpatronat); der Graf von Hanau war hier Kollator der Kirchengemeinde
- Messel (Präsentationsrecht beim Grafen von Hanau)
- Ober-Roden (Patronat und zeitweise Kondominat mit MZ bis 1684)
- Kloster Patershausen
- Urberach (Grundbesitz und Kirchenpatronat)
- Weiskirchen (Kirchenpatronat)

## Amt Babenhausen
- Altdorf (Wüstung)
- Altheim (ab 1527 insgesamt zu Hanau)
- Babenhausen (Stadt)
- Dudenhofen
- Hainhausen
- Harpertshausen: alle Rechte außer der Zehnt (Kurpfalz) lagen bei Hanau; 1521 ging auch diese an Hanau-Lichtenberg (als Ersatz für das Ausscheiden aus dem Kondominat Umstadt)
- Harreshausen
- Hergershausen, hanauisch, aber Lehen an Groschlag
- Hildenhausen (Wüstung)
- Kleestadt: 1521 als Ersatz für das Ausscheiden aus dem Kondominat Umstadt?
- Langenbrücken (Wüstung)
- Langstadt: 1521 als Ersatz für das Ausscheiden aus dem Kondominat Umstadt
- Schaafheim: 1521 als Ersatz für das Ausscheiden aus dem Kondominat Umstadt
- Schlierbach: 1521 als Ersatz für das Ausscheiden aus dem Kondominat Umstadt
- Sickenhofen, nicht hanauisch, sondern Lehen an die von Groschlag
- Zell

## Amt Bieber
- Bieber
- Breitenborn
- Breitenborn/Lützel
- Büchelbach (heute Teil des Ortsteils Bieber)
- Lanzingen
- Lützel
- Röhrig (heute Teil des Ortsteils Bieber)
- Roßbach
- Rodenhof (Wüstung)
- Gassen (heute Teil des Ortsteils Bieber)

## Amt Bornheimerberg
- Bergen
- Berkersheim
- Bischofsheim
- Bornheim, nach 1481 zu Frankfurt
- Bockenheim
- Eckenheim
- Enkheim
- Eschersheim
- Fechenheim (seit 1473/1487)
- Ginnheim, seit 1479 (vom Kloster Seligenstadt)
- Gronau
- Hausen, nach 1481 zu Frankfurt
- Massenheim
- Nied, strittig zwischen Hanau und Mainz, 1684 endgültig an Mainz
- Oberrad, nach 1481 zu Frankfurt
- Praunheim, Kondominat mit Solms
- Preungesheim
- Seckbach
- Vilbel, Kondominat zunächst mit Falkenstein, später mit dem Erzbistum Mainz

## Amt Brandenstein
- Burg Brandenstein
- Brühl (nach 1786)
- Eichenried (nach 1786)
- Elm
- Eschers (Wüstung)
- Gundhelm
- Hutten
- Kohlenhof (Zeche) (nach 1786)
- Oberkalbach
- Schwarzbachhof (nach 1786)

## Herrschaft Breuberg
1366–1409: 1/4

## Amt Büchertal
- Bruchköbel
- Butterstädter Hof
- Dörnigheim, hier war die Vogtei allerdings seit 1333 ein Lehen der Propstei St. Jakobsberg, Mainz
- Frondorf (Wüstung)
- Groschlag (Wüstung)
- Hochstadt
- Kesselstadt
- Kilianstädten
- Kinzdorf (Wüstung)
- Kinzigheimer Hof
- Lützelbuchen (Wüstung)
- Mittelbuchen
- Mühlrode (Wüstung)
- Niederissigheim
- Niederrodenbach
- Oberbuchen (Wüstung)
- Oberdorfelden
- Oberissigheim
- Roßdorf
- Rüdigheim
- Rumpenheim war ein Lehen des Erzbischofs von Mainz
- Wachenbuchen
- Welderichshausen (Wüstung)
- Wikramshausen (Wüstung)

## Burg Büttert
- Burg Büttert, 1377 im Tausch für die Hälfte des Amtes Schlüchtern an Rieneck

## Amt Dorheim
- Assenheim (Niddatal), Kondominat, 1/6 zu Hanau
- Dorheim
- Nauheim
- Rödgen
- Schwalheim

## Freigericht Wilmundsheim vor dem Berge
- Gericht Somborn
  - Albstadt
  - Altenmittlau (1740 an Hessen-Hanau und zum Amt Altenhaßlau)
  - Bernbach (1740 an Hessen-Hanau und zum Amt Altenhaßlau)
  - Horbach (1740 an Hessen-Hanau und zum Amt Altenhaßlau)
  - Neuses (1740 an Hessen-Hanau und zum Amt Altenhaßlau)
  - Somborn (1740 an Hessen-Hanau und zum Amt Altenhaßlau)
  - Trages (1740 an Hessen-Hanau und zum Amt Altenhaßlau)
  - Hüttelngesäß (1740 an Hessen-Hanau und zum Amt Altenhaßlau)
- Gericht Wilmundsheim, später: Gericht Alzenau
  - Wilmundsheim / Alzenau
  - Hemsbach
  - Kälberau
  - Michelbach
  - Wasserlos
- Gericht Hörstein
  - Bruchhausen (Wüstung)
  - Hörstein
  - Kahl (vor 1609 an Kurmainz)
  - Prischoß (Wüstung)
  - Welzheim
- Gericht Mömbris
  - Angelsberg
  - Fronhofen
  - Gunzenbach
  - Heimbach
  - Hohl
  - Karlesberg (Wüstung)
  - Mömbris (1609 an Kurmainz)
  - Molkenberg
  - Rappach
  - Rothengrund
  - Strötzbach
  - Wohnstadt (Wüstung)

## Gelnhausen
1/2 ab 1435

## Hanau
Hanau

## Homburg vor der Höhe
1486–1504/1521

## Amt Joßgrund
1353 - ca. 1400, 1633/34

## Amt Lauda
1312–1316, 1316- ? (Ende spätestens 1330) Kondominat mit Rieneck, 1357 gerichtlich zugesprochen, aber wohl nicht durchsetzbar.
- Beckstein
- Distelhausen
- Heckfeld
- Lauda, Burg und Stadt
- Marbach
- Oberlauda
- Unterbalbach

## Amt Lohrhaupten
- Flörsbach
- Kempfenbrunn
- Lohrhaupten
- Möße (Wüstung)
- Mosborn (gegründet: 1766)
- Rieneck (1/4 zu Hanau, 3/4 Graf von Nositz und Rieneck)
- Schaippach (1/4 zu Hanau, 3/4 Graf von Nositz und Rieneck)

## Amt Münzenberg
- Heuchelheim
- Münzenberg
- Trais

## Kellerei Naumburg, seit 1558
- Erbstadt
- Hainchen
- Naumburg, ehemaliges Cyriacuskloster Naumburg

## Orb
- Orb, Pfand 1428–1564

## Amt Ortenberg(Kondominat)
- Bergheim (Ortenberg), 1601 zu Hanau
- Bleichenbach, 1601 zu Hanau
- Effolderbach, 1601 an Isenburg und Stolberg
- Enzheim, 1601 zu Hanau
- Gelnhaar, 1601 realgeteilt je zur Hälfte an Hanau und Isenburg
- Kloster Konradsdorf (Hof, ehemaliges Kloster), 1601 zu Hanau
- Mittel-Seemen, 1601 an Stolberg
- Nieder-Seemen, 1601 an Stolberg
- Ober-Seemen, 1601 an Stolberg
- Ortenberg, 1601 realgeteilt: 2/3 Stolberg, 1/3 Hanau
- Ranstadt, 1601 an Stolberg
- Selters, 1601 zu Hanau
- Usenborn, 1601 an Stolberg
- Volkartshain, 1601 an Stolberg
- Wippenbach, 1601 zu Hanau

## Amt Partenstein
- Nantenbach
- Neuendorf
- Partenstein (Burg u. Ort)
- Rodenbach am Main
- Wahnebach[1]

## Amt Rodheim
- Burgholzhausen vor der Höhe
- Nieder-Eschbach
- Ober-Eschbach
- Rodheim
- Steinbach

## Amt Schlüchtern
- Ahlersbach
- Bellings
- Breitenbach
- Drasenberg
- Gomfritz
- Hintersteinau
- Hohenzell
- Kressenbach
- Lindenberg
- Marjoß
- Niederzell
- Reith
- Ratzerod (Wüstung)
- Reinhards
- Röhrigs
- Schlüchtern
- Simundes (Wüstung)
- Wallroth

## Amt Schwarzenfels
- Fronrod (Wüstung)
- Heubach
- Hubertsdorf (Wüstung)
- Leibolds (Wüstung)
- Neuendorf (Wüstung)
- Neuengronau
- Oberzell
- Ramholz bis 2. Hälfte 17. Jh.
- Schwarzenfels
- Sterbfritz
- Uttrichshausen
- Vollmerz bis 1698
- Weichersbach
- Wintersbach (Wüstung)
- Züntersbach zur Hälfte

## Amt Steinau
- Bremenfeld (Wüstung)
- Hunsrück
- Neuendorf (Wüstung)
- Niederdorf
- Sachsen (Wüstung)
- Seidenroth
- Steinau

## Amt Steinheim(zu 1/2 von 1371–1393 u. ganz 1632–1634)
- Bieber (heute: Offenbach-Bieber)
- Dietesheim
- Groß-Steinheim (auch: Obersteinheim): Burg und Stadt
- Großauheim
- Hainhausen
- Hainstadt
- Hausen (Obertshausen)
- Jügesheim
- Klein-Auheim
- Klein-Krotzenburg (Vogtei, 1371–1425)
- Klein-Steinheim (auch: Niedersteinheim)
- Lämmerspiel
- Meielsheim (Wüstung)
- Mühlheim
- Nieder-Roden
- Obertshausen
- Rembrücken
- Weiskirchen (Rodgau)

## Amt Umstadt(1255–1504, zeitweise nur 1/2)
- Brensbach
- Groß-Umstadt
- Harpertshausen, 1521 an Amt Babenhausen
- Kleestadt, 1521 an Amt Babenhausen
- Klein-Umstadt
- Langstadt, 1521 an Amt Babenhausen
- Nieder-Kainsbach
- Raibach
- Richen
- Schaafheim
- Schlierbach, 1521 an Amt Babenhausen
- Semd
- Wald-Amorbach

## Amt Windecken
- Baiersröderhof (heute: Staatsdomäne)
- Eichen
- Erbstadt, seit 1561 zur Kellerei Naumburg
- Folckerslache (Hof) (Wüstung)
- Hirzbacherhöfe
- Marköbel
- Dorfelden
- Ostheim
- Windecken